# Даури

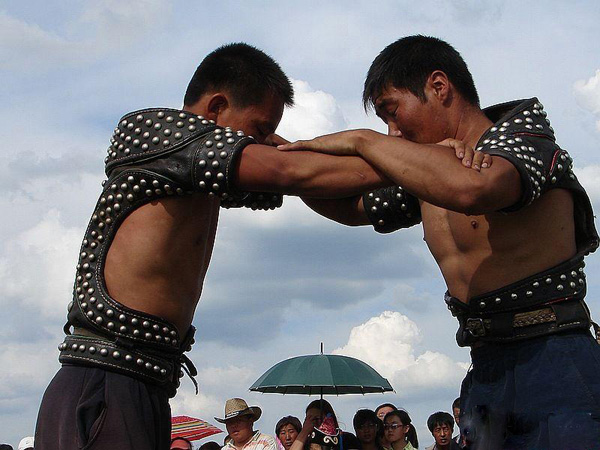
Даурська боротьба. Внутрішня Монголія

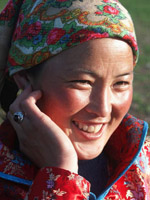
Даурська жінка

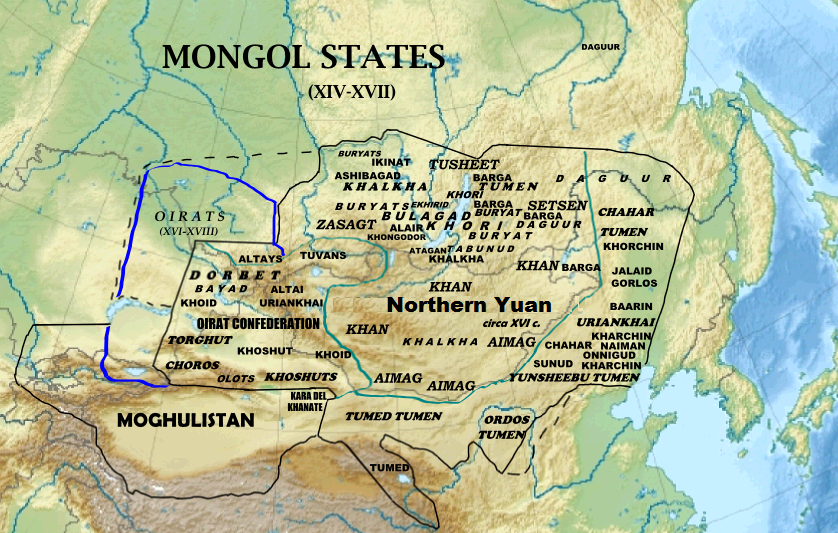
Монгольские государства в XVI веке: Монгольский каганат, Ойратское ханство и Могулистан

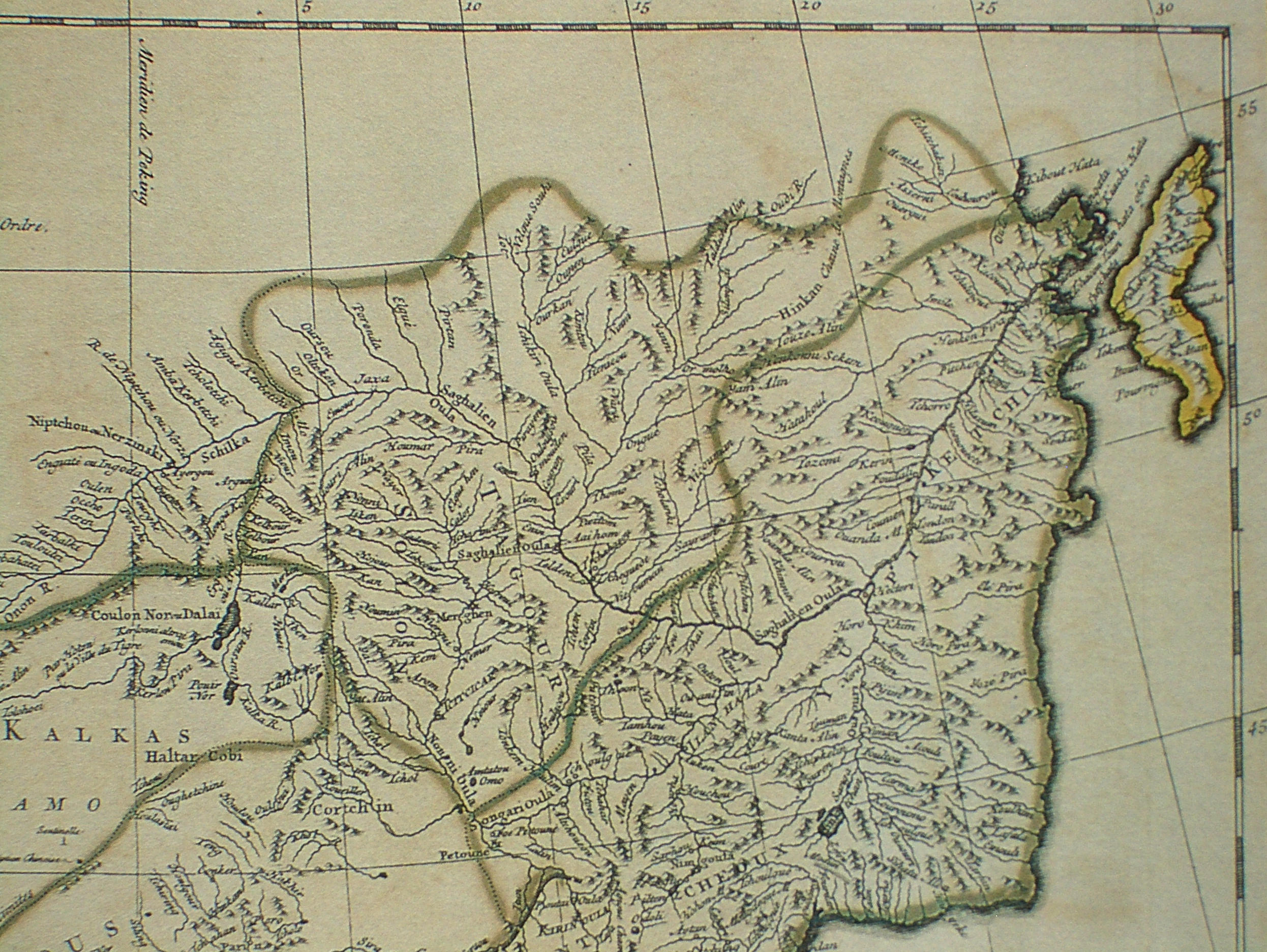
Районы расселения солонов (Solon) и дауров (Dagour) на правом берегу Амура (в пределах нынешней КНР) по сведениям иезуитов. Начало XVIII в.

Дау́ри (дахури, дагури, монг. дагуур, кит. спр. 达斡尔族, піньїнь: dáwò'ěrzú, акад. да'оерцзи) — народ, представники якого мешкають у північному Китаї. Належать до 56 офіційно визнаних національностей країни. Розмовляють дагурською мовою, що входить у монгольську сім'ю мов. За релігійними переконаннями — шаманісти.
Даури панували в усій Даурії (Забайкалля) до появи там у XVII столітті представників Російської імперії.
Даури будували села з просторими дерев'яними міцними будинками, з вікнами, затуленими промасленим папером. Вони мали запаси збіжжя, бобових та інші продукти, багато худоби та домашньої птиці. Одяг мали з шовкової та бавовняної тканини. Шовк, ситець, металеві вироби та інші товари вони отримували з Китаю в обмін на хутро. Даури платили данину маньчжурам, також розраховуючись хутром.
Були частково винищені росіянами і змушені були перейти на правий берег Амуру під захист манжурської влади.
За даними 2000 року чисельність даурів становила 132 394 осіб.
До середини XVII сторіччя даури мешкали у верхів'ях Амуру і долин річки Аргунь. За назвою народу регіон їхнього проживання російські першопрохідці назвали Даурією.